# Tal Total

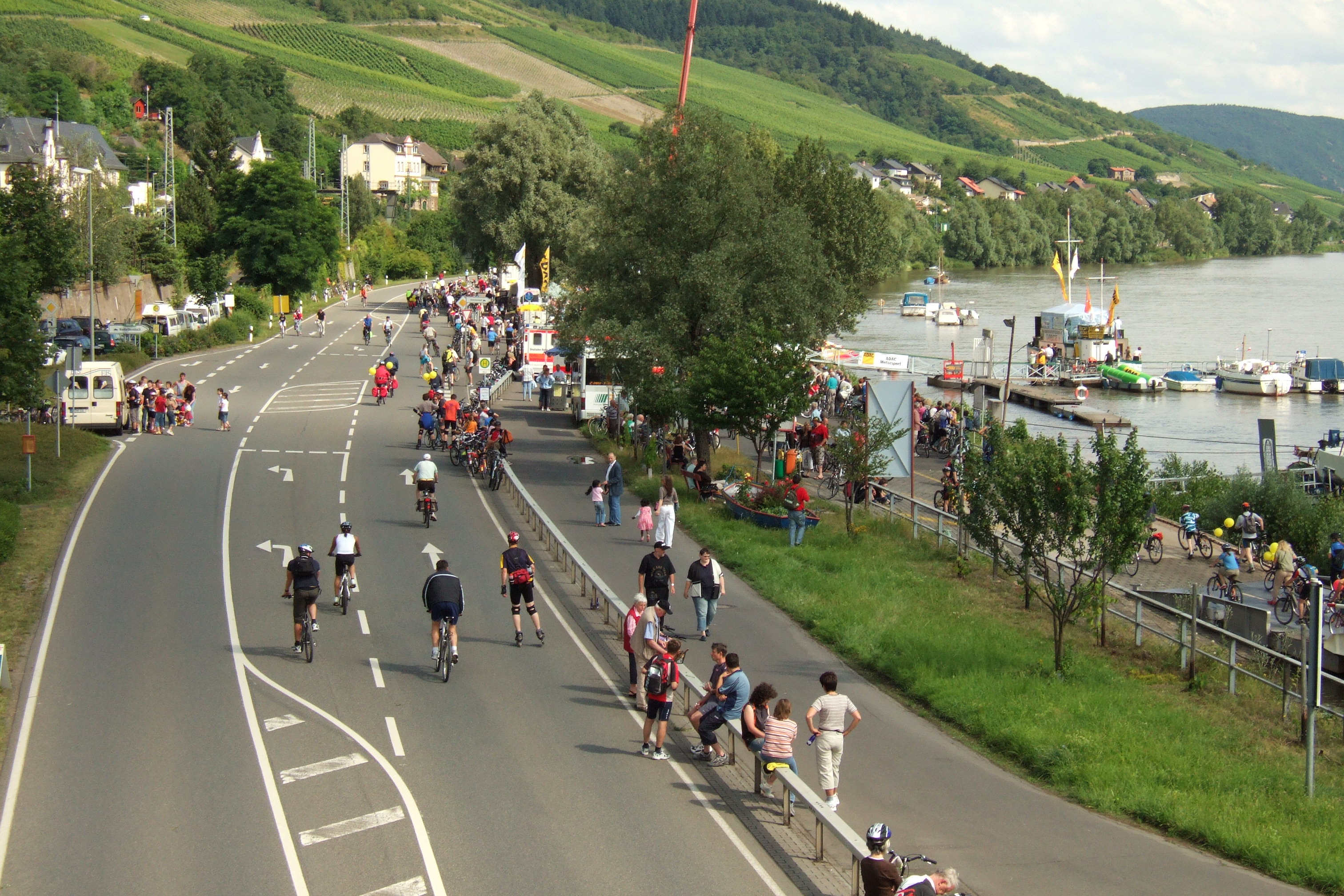
Radler auf der B 42 bei Lorch.

Tal toTal – Autofreies Rheintal war eine Großveranstaltung, die von 1992 bis 2019 am letzten Sonntag im Juni im Mittelrheintal stattfand. Während der Veranstaltung waren die B 42 zwischen Rüdesheim und Lahnstein sowie die B 9 zwischen Bingerbrück und Koblenz-Stolzenfels für den Kraftverkehr gesperrt. Die Sperrung erfolgte zwischen 10 und 18 Uhr (bis 2013: 9 bis 19 Uhr). Beide Straßen standen während dieser Zeit ausschließlich dem nichtmotorisierten Verkehr zur Verfügung.
Nach Schätzungen von Fremdenverkehrsämtern gingen beim Tal Total bis zu 150.000 Radfahrer, Inlineskater und Fußgänger auf die insgesamt 120 Kilometer lange Strecke. In den Ortschaften entlang des Welterbes Oberes Mittelrheintal fand ein umfangreiches Rahmenprogramm mit Volksfesten und Konzerten statt. Zwischen Wiesbaden und Koblenz wurden Sonderzüge eingesetzt, um den Teilnehmern eine autofreie An- und Abreise zu ermöglichen. Tal Total wurde medial vom Rundfunksender SWR1 begleitet. Zum Rahmenprogramm gehörte auch das ADAC-Motorbootrennen in Lorch.
Organisiert wurde die Veranstaltung von der Touristikgemeinschaft im Tal der Loreley in St. Goar. Eine ähnliche Großveranstaltung fand bis 2017 mit Happy Mosel auch entlang des Moseltals statt.
Ende 2019 beschloss die Touristikgemeinschaft das Ende von Tal Total.

## Impressionen

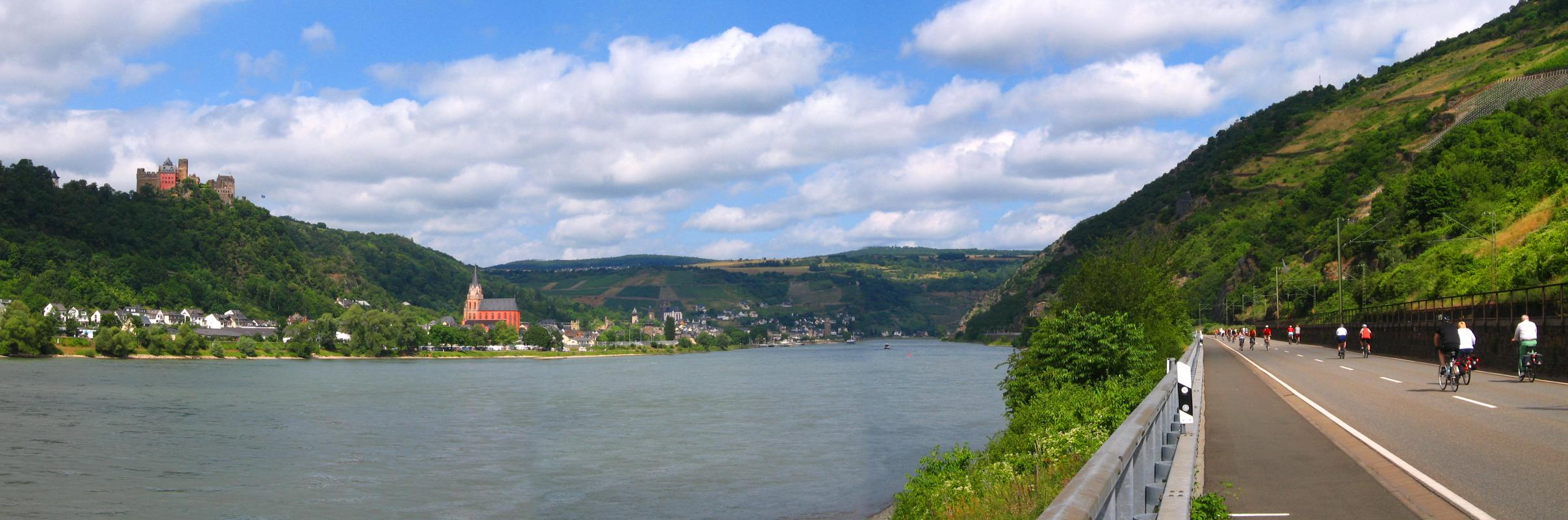
Oberwesel 2008
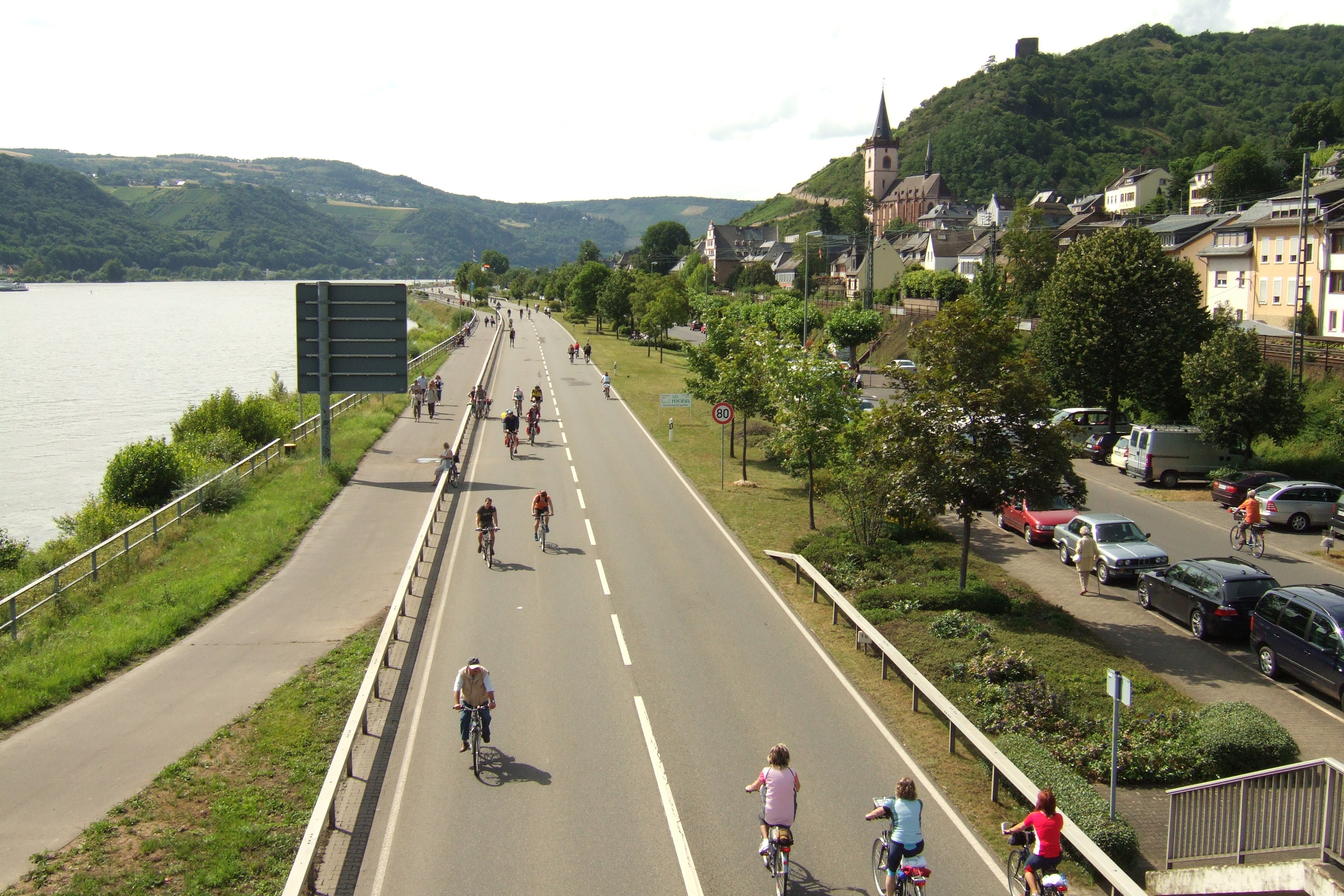
Lorch 2007
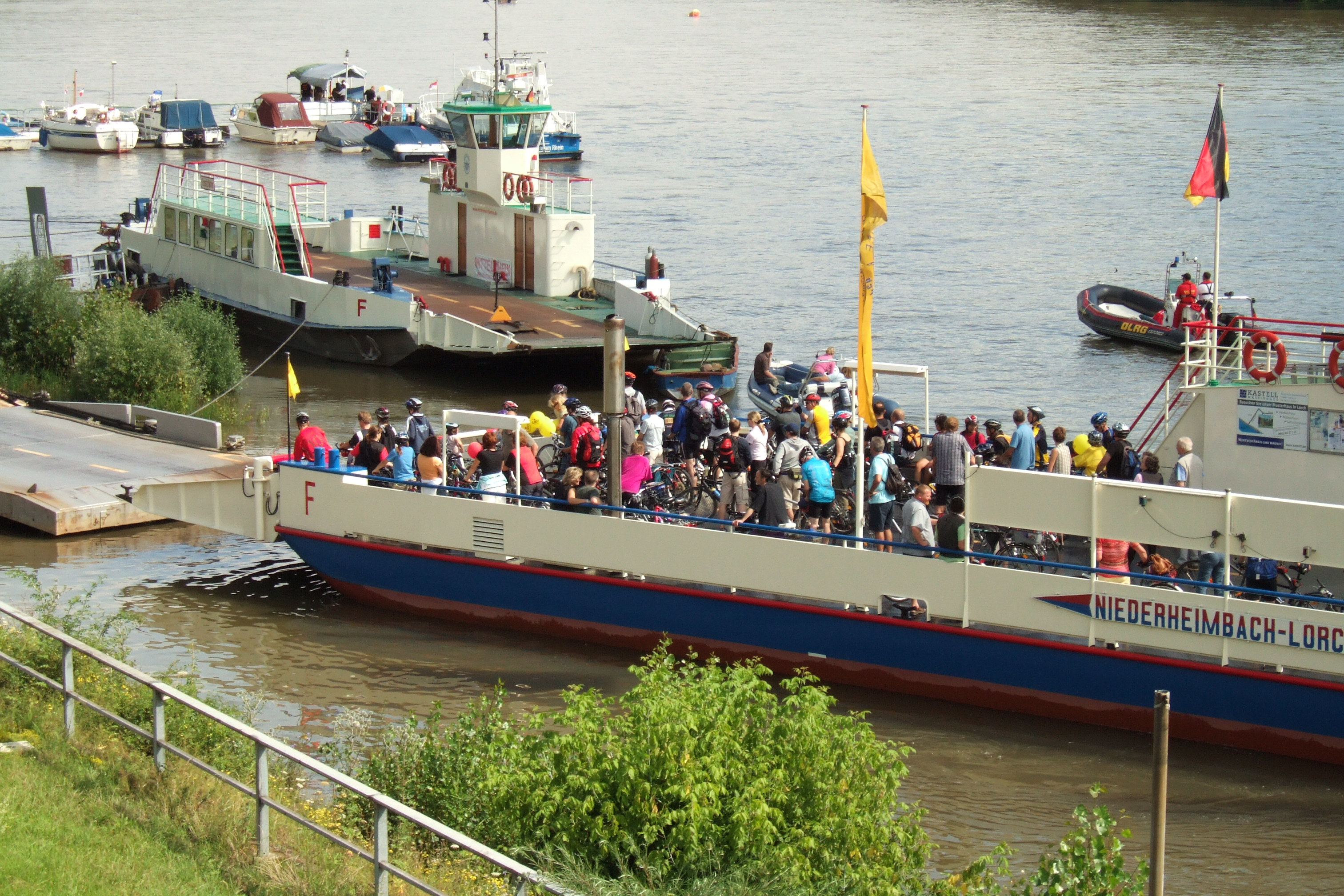
Lorch 2007